# دهستان برزنون
بَرزَنُون یا بُورزنی، دهستانی است از توابع بخش سرولایت شهرستان نیشابور در استان خراسان رضوی ایران. مرکز این دهستان، روستای برزنون است. آرامگاه امامزاده حسین‌اصغر، یکی از زیارتگاه‌های مشهور در میان شهرستان‌های منطقه؛ و همچنین کوهی که از دیدگاه برخی ایران‌شناسان، محل برپایی آذر برزین‌مهر بوده و دین آنها در زمان حکومت ساسانیان زرتشت بوده (رشته‌کوه اردلان) در این دهستان قرار دارد.

## موقعیت و جغرافیا
دهستان برزنون، به مرکزیت «روستای برزنون» ، از توابع بخش سرولایت، در شمال غربی شهرستان نیشابور، و در محدوده عرض ′۳۱°۳۶ تا ′۴۲°۳۶ شمالی و طول ′۱۲°۵۸ تا ′۲۷°۵۸ شرقی، واقع شده‌است. این دهستان: از شمال، با دهستان سرولایت؛ از شرق، با دهستان بینالود؛ از جنوب شرقی، با دهستان فیروزه؛ از جنوب با دهستان طاغنکوه شمالی؛ از جنوب غربی با دهستان مشکان؛ و از شمال غربی با دهستان یام همسایه است. در محدود جنوبی دهستان (ارتفاعات محدوده امامزاده حسین‌اصغر) با ۲۰۰۰ متر، از بیشترین میزان ارتفاع؛ و در محدود شمالی دهستان؛ حوالی روستاهای اله‌آباد، خیرآباد و مورنی با ارتفاع ۱۴۰۰ متر کمترین ارتفاع از سطح دریا مشاهده می‌شود.

## جمعیت و سکونت‌گاه‌ها
بر پایه سرشماری ۱۳۹۰، دهستان برزنون؛ سکونتگاه ۱۶۷۴ خانوار مشتمل بر ۵۶۹۳ نفر بوده و بر پایه سالنامه آماری ۱۳۹۰؛ این دهستان، دارای ۱۹ آبادی مشتمل بر ۸ آبادی داری سکنه و ۱۱ آبادی خالی از سکنه است. آبادی‌های مسکونی دهستان برزنون، بر پایه سرشماری ۱۳۹۰ و به ترتیب حروف الفبا و با یادکرد جمعیت عبارتند از: برزنون (۳۵۰۸)؛ تیران (۴۰۳)؛ خیرآباد (۲۴۸)؛ زهان (۹۵۱)؛ شترسنگ (۱۰۱)؛ قره‌گل (۲۳۲)؛ کلاته حاجی (۱۱۵)؛ گاوکش (۱۳۵). دیگر آبادی‌های این دهستان بر پایه جدول تقسیمات کشوری ۱۳۹۰ عبارتند از: باریک‌آب، تخته‌مشک، ته‌منگان، درویش‌علی مقری، رشم‌اوا (رستم‌آوا)، سه چاه، امامزاده حسین‌اصغر، قاسم‌آباد، کلاته صدوقی، مورنی و اله‌آباد.

## در تقسیمات کشوری

### قرن معاصر تا ۱۳۶۵
بر اساس اسناد تقسیمات کشوری دوره معاصر (قرن چهاردهم خورشیدی)، دهستان برزنون امروزی دربرگیرنده بخشی از روستاها و نقاط دهستان «بار و معدن» (در برگیرنده: برزنون، تیران، خیرآباد، قره‌گل، گاوکش، تخته‌مشک، شاهزاده حسین‌اصغر، باریک‌آب، ته‌منگان، مورنی، سرخ‌چشمه، ارمدک و …) به همراه چند روستا از توابع «دهستان سرولایت» (از جمله: زهان، شترسنگ، کلاته‌حاجی و اله‌آباد) قرن معاصر تا نیمه دهه ۱۳۶۰ شمسی می‌باشد.
در تقسیم‌بندی که مهندس‌الملک در سال ۱۳۰۰ شمسی ارائه داده، «بار معدن فیروزه» یکی از بلوکات داوزه‌گانه ولایت نیشابور ایالت خراسان می‌باشد. مسعود کیهان نیز در کتاب «جغرافیای مفصل ایران» (تألیف سال ۱۳۱۱ ش) «بارمعدن» را در میان بخش‌های سیزده‌گانه ولایت نیشابور برشمرده است. تا اینکه طبق تصویب‌نامه شماره ۱۴۹۴۶ تاریخ ۱۳۲۳/۰۹/۱۸ بر پایه قانون تقسیمات جدید کشوری مصوب ۱۳۱۶؛ دهستان سرولایت به «بخش سرولایت» ارتقاء یافت و چنان‌که در جلد نهم کتاب «فرهنگ جغرافیائی ایران (چاپ ۱۳۲۹) آمده؛ بار معدن در کنار اربقائی، ماروسک و مرکزی، چهار دهستان بخش سرولایت شهرستان نیشابور را تشکیل می‌دهند. بار معدن، بر اساس اسناد سرشماری ۱۳۵۵ (اولین سرشماری رسمی کشور)، یکی از دهستان‌های سیزده‌گانه شهرستان نیشابور؛ و بر پایه اسناد سرشماری ۱۳۴۵ (دومین سرشماری رسمی کشور)، بار معدن یکی از دهستان‌های چهارگانه بخش سرولایت شهرستان نیشابور (اربقایی (اربقاین)، بارمعدن، سرولایت، ماروسک) است. در سرشماری ۱۳۵۵ و ۱۳۶۵ نیز به همین گونه بوده‌است.

### سال‌های ۱۳۶۶ تا ۱۳۸۱
در تاریخ ۱۳۶۶/۱۰/۲۸، بر اساس تصویب‌نامه شماره ۱۱۷۹۵۲/ت۹۱۷؛ پانزده دهستان در شهرستان نیشابور ایجاد شد که یکی از آن‌ها «دهستان بینالود» بود و طبق مصویه شماره ۸۴۹۰۲/ت۱۲۵ک مورخه ۱۳۶۹/۰۸/۰۱، دهستان‌های دوگانه بینالود و سرولایت از توابع بخش سرولایت، شناسایی گردیده‌اند و چنان‌که در مستندات تقسیمات کشوری ۱۳۷۰، ۱۳۷۲، ۱۳۷۳، ۱۳۷۵، ۱۳۷۶ و ۱۳۸۱ آمده، تمامی نقاط و روستاهای حوزه دهستان برزنون امروزی، بخشی از «دهستان بینالود» را تشکیل می‌دهند.

### تأسیس دهستان برزنون
در اواخر سال ۱۳۸۱ و اوایل ۱۳۸۲، در پی تغییری در تقسیمات شهرستان، دهستان بینالود از بخش سرولایت منتزع شد و به بخش تحت جلگه پیوست و بخشی از این دهستان، «دهستان برزنون» امروزی را تشکیل داد. باری؛ بر پایه تصویب‌نامه شماره ۵۳۴۵۶ت۲۷۲۵۷ه‍ به تاریخ ۱۳۸۱/۱۱/۳۰ که در تاریخ ۱۳۸۱/۱۲/۲۷ به تأیید مقام ریاست جمهوری اسلامی ایران رسید؛ پیرو جلسه تاریخ ۱۳۸۱/۱۲/۱۸ کمیسیون سیاسی ـ دفاعی هیئت وزیران؛ دهستان برزنون به مرکزیت روستای برزنون، مشتمل بر ۵۱ روستا، مزرعه و مکان، در برگیرنده: آرمدک، آغل بزنقوره، الله‌آباد، امامزاده حسین‌اصغر، باریک‌آب، برزنون، بینوا، تخته‌مشک، ته‌دره، به‌منگان، تیران، چشمه، خواجه‌حسن، خیرآباد، درمانگاه برزنون، درویش‌علی مقری، دیلق، رستم‌آواه، زهان، سرخ‌چشمه، سعدی، سلمه‌کاریز، سه‌چاه، شاداب، شباغوتی، شترسنگ، عشرت‌آباد، قاسم‌آباد، قره‌گل، قره‌مراد، رضاآباد، کارجی، کلاته آقا خودرو، کلاته آقامحمد، کلاته حاجی، کلاته حاجی غلامعلی، کلاته محمد، کلاته صدوقی، کلاته موسی، کلوتی، کلوخی سفلی، کلوخی علیا، کوره ایوب، گاوکش، گرجی دره، گرجی کو، مورفی، موزائیک‌سازی اطمینان، نهربند، یکه لنگه؛ در تابعیت بخش سرولایت شهرستان نیشابور، ایجاد و تأسیس گردید. دهستان برزنون و دهستان سرولایت، در تقسیمات کنونی، بخش سرولایت شهرستان نیشابور را تشکیل می‌دهند.

## پیشینه تاریخی

### سرولایت، ارغیان و پیش از آن
دهستان برزنون، در بخش جنوبی بخش سرولایت امروزین قرار گرفته، و سرولایت؛ چنان‌که در پیشینه‌های اسناد رسمی تقسیمات کشوری آمده، محدوده نسبتاً گسترده‌ای است که از حدود جنوب قوچان امروزی تا دهستان بار و معدن (قدیم) و از جلگه ماروسک تا مشکان و دریه یام را در قلمرو خود داشته‌است. این منطقه چنان‌که در کتب تاریخی آمده، بخشی از ولایت ارغیان قدیم بوده یا پیوندهایی ژرف با آن دارد. فریدون گرایلی، تاریخ‌نگار، سرولایت را گذرگاه ایران و توران دانسته، از پیوند تاریخ این منطقه با دوران پارتیان و از وجود شهری تاریخی به نام جوزگان در این بوم خبر می‌دهد و تصریح می‌نماید که سرولایت اصرار زیادی را در طی قرون و اعصار در دل خویش، جای داده و کوه‌های سر به فلک کشیده آن شاهدی بر این فراز و نشیب‌هاست. آثاری همچون آرامگاه امامزاده حسین‌اصغر (ع)، گوردخمه‌ها و سرداب‌های تیران و گاوکش در دهستان برزنون، نشانه‌هایی از حیات تاریخی این بخش از بوم سرولایت نیشابور می‌باشند. همچنین باید افزود که بوم برزنون به گونه ویژه‌ای با ناحیه رِیوَند باستانی و آتشکده معروف آن، بُرزین‌مِهر، پیوند دارد.

### پیوند با ریوند کهن
در دسته‌بندی محدوده‌های جغرافیایی و تقسیمات اوایل قرن معاصر، ناحیه دهستان برزنون، در زمره توابع دهستان «بار معدن» یا «بار و معدن» قدیم آمده‌است. دهستان بار و معدن؛ ناحیه‌ای بود نسبتاً گسترده که تخته‌مشک و گاوکش را در شرق و مرزان و ینگ را در غرب، در بر می‌گرفت و جای‌ها و آبادی‌هایی همچون تیران، برزنون، امامزاده حسین‌اصغر، معدن فیروزه، معدن نمک، برزنون، اردلان، گرماب شاهزاده و … در این ناحیه قرار داشت. در جغرافیای امروز؛ رشته‌کوه اردلان (از شاخه‌های رشته‌کوه‌های بینالود) که در جبهه جنوبی-غربی دهستان برزنون (و در ناحیه میانی بار و معدن قدیم) قرار گرفته‌است جداکننده بخش سرولایت و شهرستان فیروزه می‌باشد. آرامگاه امامزاده حسین‌اصغر [در قلمرو دهستان برزنون] بر خط‌الراس در شمال غربی رشته‌کوه اردلان، معدن فیروزه [در قلمرو شهرستان فیروزه] در دامنه‌های جنوبی میانه رشته‌کوه و برکه‌های سی‌سر [منطبق بر دریاچه ریوند باستان؛ در قلمرو دهستان بینالود] در دامنه شمالی منتهی‌الیه جنوب غربی رشته‌کوه؛ سه پدیده‌ای هستند که سررشته پیوند این ناحیه با منطقه ریوند قدیم نیشابور می‌باشند. چنان‌که در نوشتار جغرافی‌نویسان قدیم آمده: معدن فیروزه در ناحیه ریوند نیشابور قرار داشته و ریوند، ناحیه‌ای بوده پیوسته به شهر نیشابور که در سه سوی دیگر گسترده شده و حدود آن به مرزهای ولایت‌های طوس (در شمال شرقی نیشابور)، بیهق (در غرب نیشابور) و پشت (در جنوب نیشابور) می‌رسیده‌است. و چنان‌که جغرافی‌نگاران قدیم تصریح نموده‌اند که شهر مرکزی ناحیه ریوند؛ در شمال غربی نیشابور و میان ولایت‌های توس و جوین و در مسیر راه نیشابور به مهرجان (یا مهرگان) و اسفراین واقع بوده گمانی نیست که شهر ریوند در این ناحیه یا نزدیکی آن، ساخته شده بود.

### در جغرافیای برزین‌مهر
در «بندهش» ، از متون کیش زرتشت پیامبر، آمده‌است که: ریوند، خانه آذر بُرزین‌مهر است. آتشکده آذرِ بُرزین‌مِهر، بر فراز کوه ریوند خراسان، در نزدیکی نیشابور قرار داشته ایران‌شناسانی همچون هوتوم-شیندلر، مارکوارت نیز جایگاه آذربرزین‌مهر در روستای ریوند نیشابور و بر فراز تپه‌ای به همین نام (=ریوند) دانسته‌اند. نوشته‌های جغرافی‌نویسان قدیم دربارهٔ قریه ریوند و معدن فیروزه در منطقه ریوند نیشابور، از قرائن تاریخی این دیدگاه می‌باشند. و ایرانشناسان همچون مری بویس، فریدون جنیدی و … به‌طور خاص؛ رشته‌کوهی (کوه اردلان) که روستای برزنون و (بورزنی) و معدن فیروزه در آنجا قرار دارد را ریوندکوه دانسته و محل آذربرزین‌مهر معرفی کرده‌اند و بویس اذعان می‌نماید که یک بخش از نام این آذر (= بُرزین‌مهر)، در نام روستای برزنون (Borzīnān) حفظ شده‌است. این منطقه در پژوهش احمدرضا سالم، چنین توصیف شده است: ناحیه‌ای کوهستانی، تپه‌های بلند و مشرف بر دشت‌های وسیع که می‌تواند جایگاهی مناسب برای بنای یک آتشکده باشد. وجود امامزاده‌ای در نزدیکی روستای برزنون را نباید نادیده گرفت؛ همسایگی نیایشگاه‌های ایرانی با آرامگاه‌ها موضوع جدیدی نیست.

## گردشگری و آثار تاریخی

### بوم‌گردی و گردشگری روستایی
دهستان برزنون همراه با پیوندهای جغرافیایی، تاریخی و فرهنگی با نیشابور، ناحیه ریوند، ولایت ارغیان و بخش سرولایت؛ از دیدگاه قرار گرفتن در دامنه کوه اردلان و منطقه کوهستانی سرولایت، از چشم‌اندازهای طبیعی کوهستانی شایانی برخوردار است. در یک گزارش خبری، یکی از فضاهای روستایی این دهستان چنین توصیف شده است: در پای کوه‌های زیبا و پر از درخت بادام، باغات سرسبز با انواع درختان گردو، سیب و انگور و گلابی واقع شده؛ آب و هوایی خنک در ماه‌های گرم سال، هوای دل‌انگیز، قنات‌هایی با آب گوارا و کوچه‌باغ‌های زیبا هر بازدیدکننده‌ای را مجذوب خود می‌کند؛ بازدید از گندم‌زارها، دشت‌های وسیع و کوه‌های بلند مشرف به این دشت‌ها خالی از لطف نیست.

### آثار تاریخی و فرهنگی

#### آتشگاه کشاورزان
این بوم، با نظر به دیدگاه‌های مطرح شده از سوی دانشمندان و پژوهشگران تاریخ و فرهنگ ایران در زمینه بازشناسی کوه نزدیک روستای برزنون (و در همسایگی امامزاده حسین‌اصغر) به عنوان جایگاه آتشکده اصلی کشاورزان ایران دوره مزدیسنایی (آذر برزین‌مهر)؛ یکی از نواحی مورد توجه ایران‌شناسان، تاریخ‌نگاران و باستان‌شناسان است.

#### امامزاده حسین‌اصغر
بقعه امامزاده حسین‌اصغر (ع) در جبهه جنوبی برزنون در شمال غربی نیشابور و در خط‌الراس رشته‌کوه اردلان و بر فراز ارتفاعات سنگی اردلان و جازندر و بین روستای گرماب شاهزاده شهرستان فیروزه و روستای برزنون از بخش سرولایت شهرستان نیشابور واقع شده‌است. این آرامگاه، زیارتگاهی شناخته شده در میان شهرستان‌های منطقه است و مردم نیشابور، قوچان، فیروزه، خوشاب، جوین، سبزوار و دیگر شهرستان‌های پیرامونی به زیارت این امامزده می‌آیند. شخصیت مدفون در این بقعه که به عنوان حسین الاصغر، فرزند بلافصل امام زین‌العابدین (ع)، خوانده می‌شده در میان مردم بومی منطقه به امامزاده شاهزاده حسین‌اصغر و شاهزاده حسین و شاهزاده علی‌اصغر (ع) مشهور است. بنای آرامگاه، دارای یک ایوان ورودی در جهت شرق و دو دالان طاق‌دار ورودی در شمال است. در زمان‌های گذشته، اتاق مقبره دارای یک ضریح چوبی منبت‌کاری شده بود که در داخل محفظه‌ای از شیشه نگهداری می‌شد اما امروزه ضریح موجود در بنا، فلزی و جدید است. فضای گنبدخانه دارای پلان چهارگوش بوده که در هر ضلع آن یک ورودی بزرگ با قوس جناقی تعبیه شده، پلان چهارضلعی بقعه به وسیله چهار فیلپوش در ارتفاع ۳۸۰ سانتی‌متری در چهار گوشه بنا به هشت‌ضلعی تبدیل شده که به دایره و سپس به گنبد ختم می‌شود. در شمال شرقی بنا یک زائرسرا توسط اداره اوقاف ساخته شده‌است. پس از ورودی غربی داخل بقعه، محوطه‌ای است که کاربری مسجد داشته و یک بنای الحاقی است که احتمالاً مربوط به دوره صفویه باشد. این محوطه چهارگوش بوده که به وسیله دو ستون قطور به چهار قسمت تقسیم می‌شود که بالای هر قسمت به وسیله یک طاق یا گنبد کم‌خیز نیم‌کاسه‌ای پوشیده شده‌است. بسیاری از کارشناسان این بنا را از نظر خصوصیات معماری، مربوط به قرن هفتم دانسته‌اند.

#### سردابه تیران
سردابه‌های مردگان یا گوردخمه‌های نزدیک روستای تیران از دیگر نشانگاه‌های تاریخی دهستان برزنون به‌شمار می‌آیند. فائق توحیدی دربارهٔ این باره نوشته است: وضعیت معماری در این سردابه‌ها، بسیار جالب و قابل توجه است. از نظر استحکام فوق‌العاده بوده و از جهت تمیزکاری و اندود گچ و اجرای قوس‌ها و برپاداری دیوارهای جانبی میان اتاق‌ها، از هنر فوق‌العاده‌ای برخوردار است. ایجاد سردابه، و استفاده از سرداب، جهت دفن اموات، در خراسان، بی‌سابقه نبوده و در چند دوره متوالی، می‌توان از این نوع سرداب‌ها مشاهده کرد. چنان‌که حتی امروز هم در دهات دورافتاده، از این سردابه‌های قدیمی، استفاده می‌کنند. در همین سرولایت، در چندکیلومتری سردابه یام، در کنار مجموعهٔ بابالنگر، متجاوز از یکصد عدد سردابه در فرم‌های مختلف وجود دارد که بعضی از آن‌ها به شیوه دوطبقه و بعضی‌ها یک‌اتاقه و گاهی چنداتاقه در دو ردیف، ساخته شده‌اند. مصالح این سردابه‌ها، قلوه‌سنگ و ملات گچ است و از داخل، با لایه‌ای از گچ، اندود شده‌اند. در منطقه دیگری در همین بخش، به طرف امامزاده مشهور امامزاده حسین‌اصغر، در محل تیران، تعداد زیادی از این سردابه‌ها وجود دارد که در مجموع، همگی از وحدت هنری و فرم معماری، پیروی می‌کنند و نشان می‌دهد که جنبهٔ مذهبی و اعتقادی آن‌ها، موردنظر بوده‌است.

#### سردابه گاوکش
بر روی تپه‌ای در کنار رودخانه فصلی کال درویش در غرب روستای گاوکش از توابع نیشابور، قبرستان قدیمی وجود دارد که در آن آثار و بقایای یک سردابه از روزگار حکومت مغولان در ایران قرار گرفته‌است. در این روزگار، نوعی خاص از تدفین که به تدفین سردابه‌ای موسوم است در ایران رایج شده‌است. سردابه گاوکش از یک راهرو، با پوشش سقف جناقی و اتاق اصلی باسقف ضربی تشکیل شده‌است. مصالح به کار رفته در معماری سردابه، سنگ و گچ است. چهار زاویه اتاق سردابه، گوشه‌سازی شده به حالت فیل‌پوش درآمده‌است. در قسمتی از زاویه ضلع جنوبی، یک طاقچه کوچک جهت قرار دادن اشیایی از قبیل شمع تعبیه شده‌است. لازم است ذکر شود که در اوایل دهه هشتاد خورشیدی، یک تیم تحقیقاتی به مدت چندماه در این محل به گمانه‌زنی و بررسی پرداخته‌اند.

## پانوشت‌ها
1. 1 2 3  «نقشه دهستان‌های کشور: دهستان برزنون». معاونت برنامه‌ریزی و نظارت راهبردی مرکز آمار ایران. دریافت‌شده در ۱۳۹۵/۱۰/۱۰. تاریخ وارد شده در |تاریخ بازدید= را بررسی کنید (کمک)
2. 1 2  «نقشه تقسیمات شهرستان نیشابور» (PDF). دفتر آمار و اطلاعات معاونت آمار و برنامه‌ریزی استانداری خراسان رضوی. بایگانی‌شده از اصلی (PDF) در ۶ ژانویه ۲۰۱۷. دریافت‌شده در ۶ آبان ١٣٩٥.
3. ↑  گروه نقشه و GIS معاونت برنامه‌ریزی استانداری خراسان رضوی. «نقشه پراکنش آبادیها و توپوگرافی در دهستان برزنون شهرستان نیشابور» (PDF). پورتال استانداری خراسان رضوی. بایگانی‌شده از اصلی (PDF) در ۶ ژانویه ۲۰۱۷. دریافت‌شده در ۱۳۹۵/۱۰/۱۰. تاریخ وارد شده در |تاریخ بازدید= را بررسی کنید (کمک)
4. ↑  «نتایج سرشماری جمعیت خراسان رضوی سال ١٣٩٠». وبگاه مرکز آمار ایران. دریافت‌شده در ۶ آبان ١٣٩٥.
5. ↑  «سالنامه آماری استان خراسان رضوی-١٣٩٠، فصل اول؛ سرزمین و آب و هوا» (PDF). وبگاه استانداری خراسان رضوی. ص. ص۷۵. بایگانی‌شده از اصلی (PDF) در ۲۷ نوامبر ۲۰۱۶. دریافت‌شده در ۶ آبان ١٣٩٥.
6. ↑  «نتایج سرشماری جمعیت خراسان رضوی سال ١٣٩٠». وبگاه مرکز آمار ایران. دریافت‌شده در ۶ آبان ١٣٩٥.
7. ↑  «تقسیمات کشوری سال۱۳۹۰». وبگاه مرکز آمار ایران. دریافت‌شده در ۱۰ دی ۱۳۹۵.
8. 1 2 3  «تقسیمات کشوری سال ۱۳۵۵: شیت ۰۹». مرکز آمار ایران. دریافت‌شده در ۱۳۹۵/۱۰/۱۰. تاریخ وارد شده در |تاریخ بازدید= را بررسی کنید (کمک)
9. 1 2  «تقسیمات کشوری سال ۱۳۶۵: شیت ۰۹». مرکز آمار ایران. دریافت‌شده در ۱۳۹۵/۱۰/۱۰. تاریخ وارد شده در |تاریخ بازدید= را بررسی کنید (کمک)[پیوند مرده]
10. ↑  فاطمه فریدی مجید، نجمه ملک‌پور (۱۳۸۸)، سرگذشت تقسیمات کشوری ایران (کتاب اول از ۱۲۸۵ تا ۱۳۸۵ هـ. ش)، ج. ۳، تهران: بنیاد ایران‌شناسی، ص. صص ۵۰، ۵۱، ۵۳، ۵۵، ۵۶، ۶۸، ۷۱، ۷۴
11. ↑  فاطمه فریدی مجید، نجمه ملک‌پور (۱۳۸۸)، سرگذشت تقسیمات کشوری ایران (کتاب اول از ۱۲۸۵ تا ۱۳۸۵ هـ. ش)، ج. ۳، تهران: بنیاد ایران‌شناسی، ص. صص ۷۶، ۸۰
12. ↑  «تقسیمات کشوری سال ۱۳۷۰: شیت ۰۹». مرکز آمار ایران. دریافت‌شده در ۱۳۹۵/۱۰/۱۰. تاریخ وارد شده در |تاریخ بازدید= را بررسی کنید (کمک)
13. ↑  «تقسیمات کشوری سال ۱۳۷۲: شیت ۰۹». مرکز آمار ایران. دریافت‌شده در ۱۳۹۵/۱۰/۱۰. تاریخ وارد شده در |تاریخ بازدید= را بررسی کنید (کمک)
14. ↑  «تقسیمات کشوری سال ۱۳۷۳: شیت ۰۹». مرکز آمار ایران. دریافت‌شده در ۱۳۹۵/۱۰/۱۰. تاریخ وارد شده در |تاریخ بازدید= را بررسی کنید (کمک)
15. ↑  «تقسیمات کشوری سال ۱۳۷۵: شیت ۰۹». مرکز آمار ایران. دریافت‌شده در ۱۳۹۵/۱۰/۱۰. تاریخ وارد شده در |تاریخ بازدید= را بررسی کنید (کمک)
16. ↑  «تقسیمات کشوری سال ۱۳۷۶: شیت ۰۹». مرکز آمار ایران. دریافت‌شده در ۱۳۹۵/۱۰/۱۰. تاریخ وارد شده در |تاریخ بازدید= را بررسی کنید (کمک)
17. ↑  «تقسیمات کشوری سال ۱۳۸۱: شیت ۰۹». مرکز آمار ایران. دریافت‌شده در ۱۳۹۵/۱۰/۱۰. تاریخ وارد شده در |تاریخ بازدید= را بررسی کنید (کمک)
18. ↑  وزارت کشور. «اصلاحات تقسیماتی در استان خراسان». مرکز پژوهشهای مجلس شورای اسلامی ایران. بایگانی‌شده از اصلی در ۶ ژانویه ۲۰۱۷. دریافت‌شده در ۱۳۹۵/۱۰/۱۰. تاریخ وارد شده در |تاریخ بازدید= را بررسی کنید (کمک)
19. 1 2  محمد تاجیک (۱۳۹۰). «معرفی شهرستان فیروزه» (PDF). پورتال استانداری خراسان رضوی. دریافت‌شده در ۱۳۹۵/۱۰/۱۰. تاریخ وارد شده در |تاریخ بازدید= را بررسی کنید (کمک)[پیوند مرده]
20. ↑  وزارت کشور. «اصلاحات تقسیماتی در استان خراسان». مرکز پژوهشهای مجلس شورای اسلامی ایران. بایگانی‌شده از اصلی در ۶ ژانویه ۲۰۱۷. دریافت‌شده در ۱۳۹۵/۱۰/۱۰. تاریخ وارد شده در |تاریخ بازدید= را بررسی کنید (کمک)
21. ↑  فرهنگ جغرافیائی ایران، ج. ۹، تهران: دایره جغرافیائی ستاد ارتش، ۱۳۲۹
22. 1 2  فاطمه فریدی مجید، نجمه ملک‌پور (۱۳۸۸)، سرگذشت تقسیمات کشوری ایران (کتاب اول از ۱۲۸۵ تا ۱۳۸۵ هـ. ش)، ج. ۳، تهران: بنیاد ایران‌شناسی
23. ↑  ابوعبدالله حاکم نیشابوری (۱۳۷۵)، تاریخ نیشابور، ترجمهٔ ترجمه محمد بن حسین خلیفه نیشابوری، با مقدمه و تصحیح و تعلیقات محمدرضا شفیعی کدکنی، تهران: آگه، ص. ص۲۱۶٫ ؛ می‌دانیم ولایت خبوشان قدیم، بر شهرستان قوچان و حدی از پیرامون آن مطابقت می‌کند چنان‌که در تاریخ حاکم آمده‌است خبوشان، منطقه‌ای بوده‌است از مرزهای نسا (در شمال خراسان و جنوب ترکمنستان امروزی) تا مرزهای اسفراین و طوس و ارغیان؛ بنابراین ارغیان، منطقه‌ای است در جنوب قوچان امروزی (در شمال نیشابور) که با توس (در شمال شرقی نیشابور) و اسفراین (در شمال غربی نیشابور) نیز تقریباً در یک راستا قرار داشته‌است٫ منطقه سرولایت، دره یام، مشکان و صفی‌آباد امروزین بر ولایت ارغیان مطابقت داده می‌شود
24. ↑  فریدون گرایلی (۱۳۷۵)، نیشابور؛ شهر فیروزه، ص. ص۶۸۱–۶۸۳
25. 1 2  احسان محمدحسینی، فاطمه کردی (۱۳۹۵/۰۶/۰۳). «گزارش تصویری و تحلیل فنی از بقعه امامزاده حسین نیشابور». سینا؛ خبرگزاری علم و فرهنگ. بایگانی‌شده از اصلی در ۷ ژانویه ۲۰۱۷. دریافت‌شده در ۱۳۹۵/۱۰/۱۰. تاریخ وارد شده در |تاریخ بازدید=،|تاریخ انتشار= را بررسی کنید (کمک)
26. ↑  فائق توحیدی (۱۳۷۵)، «گزارش اثر سردابه یام»، پرونده ثبتی سردابه یام، ترجمهٔ بررسی‌کننده مصلی، ص. ص۴
27. 1 2  احسان محمدحسینی، فاطمه کردی (۱۳۹۵/۰۱/۰۳). «گزارش تصویری و تحلیل فنی سردابه گاوکش». سینا؛ خبرگزاری علم و فرهنگ. بایگانی‌شده از اصلی در ۷ ژانویه ۲۰۱۷. دریافت‌شده در ۱۳۹۵/۱۰/۱۰. تاریخ وارد شده در |تاریخ بازدید=،|تاریخ انتشار= را بررسی کنید (کمک)
28. ↑  «تقسیمات کشوری سال ۱۳۶۵: شیت ۰۹». مرکز آمار ایران. دریافت‌شده در ۱۳۹۵/۱۰/۱۰. تاریخ وارد شده در |تاریخ بازدید= را بررسی کنید (کمک)
29. 1 2 3  «روز امامزاده شاهزاده ثبت ملی شد»، روزنامه تفاهم، ش. سال یازدهم، شماره ۲۹۲۷، ص. ص۷، ۲۶ مهر ۱۳۹۵
30. ↑  پایتخت‌های ایران، ترجمهٔ به کوشش محمدیوسف کیانی، تهران: سازمان میراث فرهنگی کشور، ۱۳۷۴، ص. ص۳۲۹، ۳۳۰
31. ↑  احمدرضا سالم (آذر و دی ١٣٨٣)، «نیشابور و آتش اهورایی»، کتاب ماه هنر، ش. شماره ۷۵و ۷۶، ص. ص۱۵۱
32. ↑  شمس‌الدین ابی عبدالله محمد مقدسی (١٩٠٦م)، احسن‌التقاسیم فی معرفةالاقالیم، بیروت: دارصادر، ص. ص۳۵۲، ۳۲۶ تاریخ وارد شده در |سال= را بررسی کنید (کمک)
33. ↑  ابوعبدالله حاکم نیشابوری (۱۳۷۵)، تاریخ نیشابور، ترجمهٔ ترجمه محمد بن حسین خلیفه نیشابوری، با مقدمه و تصحیح و تعلیقات محمدرضا شفیعی کدکنی، تهران: آگه، ص. ص۲۱۴، ۲۸۲
34. ↑  شمس‌الدین ابی عبدالله محمد مقدسی (۱۹۰۶)، احسن‌التقاسیم فی معرفةالاقالیم، بیروت: دارصادر، ص. ص۳۵۲
35. ↑  ابی‌القاسم ابن حوقل النصیبی (۱۹۳۸)، صورة الارض، ج. ۲، بیروت: دار صادر، ص. ص۴۳۳، ۴۲۷–۴۲۸
36. ↑  فرنبغ دادگی (١٣٩٠)، بندهش، ترجمهٔ گزارنده مهرداد بهار، تهران: توس، ص. ص۷۳
37. ↑  جهانگیر اوشیدری (١٣٨٦)، دانشنامه مزدیسنا؛ واژه‌نامه توضیحی آیین زرتشت، تهران: نشر مرکز، ص. ۲۹۹
38. ↑  یسنا؛ بخشی از کتاب اوستا، ترجمهٔ تفسیر و تألیف ابراهیم پورداود، تهران: اساطیر، ١٣٨٧، ص. ج۲، ص۱۸۰
39. ↑  دانشنامه ایران، ترجمهٔ زیر نظر کاظم موسوی بجنوردی، تهران: مرکز دائرةالمعارف بزرگ اسلامی، ١٣٨٤، ص. ج۱، ص۵۵۰
40. ↑  لیندسی جونز (٢٠٠٥م)، دایرةالمعارف دین، ج. ۱، تامسون‌گِیل، ص. ص۵۶۹ تاریخ وارد شده در |سال= را بررسی کنید (کمک)
41. ↑  دانشنامه ایران، ترجمهٔ زیر نظر کاظم موسوی بجنوردی، تهران: مرکز دائرةالمعارف بزرگ اسلامی، ١٣٨٤، ص. ج۲، ص۵۹
42. ↑  شمس‌الدین ابی عبدالله محمد مقدسی (١٩٠٦م)، احسن‌التقاسیم فی معرفةالاقالیم، بیروت: دارصادر، ص. ص۳۵۲، ۳۲۶ تاریخ وارد شده در |سال= را بررسی کنید (کمک)
43. ↑  ابی‌القاسم ابن حوقل النصیبی (١٣١٧ق)، صورةالارض، بیروت: دارصادر، ص. ص۴۲۷-۴۲۸، ۴۳۳ تاریخ وارد شده در |سال= را بررسی کنید (کمک)
44. 1 2  مری بویس (١٥ سپتامبر ١٩٨٣). "آذر برزین‌مهر" (به انگلیسی). دانشنامه ایرانیکا. Archived from the original on 17 November 2016. Retrieved 1395/09/25. {{cite web}}: Check date values in: |تاریخ بازدید= (help); More than one of |تاریخ بازبینی= و |تاریخ بازدید= specified (help)
45. ↑  پایتخت‌های ایران، ترجمهٔ به کوشش محمدیوسف کیانی، تهران: سازمان میراث فرهنگی و گردشگری کشور، ١٣٧٤، ص. ص۳۲۸-۳۲۹
46. ↑  احمدرضا سالم (آذر و دی ١٣٨٣)، «نیشابور و آتش اهورایی»، کتاب ماه هنر، ش. شماره ۷۵و ۷۶، ص. ص۱۵۱
47. ↑  حامدصادقی (۷ دی ۱۳۹۳). «آشنایی با تیران؛ گنجینه ناشناخته سرولایت نیشابور». همشهری آنلاین. دریافت‌شده در ۱۲ دی ۱۳۹۵.
48. ↑  پایتخت‌های ایران، ترجمهٔ به کوشش محمدیوسف کیانی، تهران: سازمان میراث فرهنگی و گردشگری کشور، ١٣٧٤، ص. ص۳۲۸-۳۲۹
49. ↑  فریدون گرایلی (۱۳۷۵)، نیشابور؛ شهر فیروزه، ص. ص۳۶۳
50. ↑  «آستان مقدس امامزاده شاهزاده حسین اصغر (علیه السلام)-برزنون». اداره اوقاف و امور خیریه شهرستان نیشابور. بایگانی‌شده از اصلی در ۷ ژانویه ۲۰۱۷. دریافت‌شده در ۱۳۹۵/۱۰/۱۰. تاریخ وارد شده در |تاریخ بازدید= را بررسی کنید (کمک)
51. ↑  فائق توحیدی (۱۳۷۵)، «گزارش اثر سردابه یام»، پرونده ثبتی سردابه یام، ترجمهٔ بررسی‌کننده مصلی، ص. ص۳–۴

## فهرست منابع
- «آشنایی با تیران؛ گنجینه ناشناخته سرولایت نیشابور»، حامدصادقی، وبگاه همشهری آنلاین، یکشنبه ۷ دی ۱۳۹۳، تاریخ بازدید: ۱۲/۱۰/۱۳۹۵.
- «آستان مقدس امامزاده شاهزاده حسین اصغر (علیه السلام)-برزنون»، تاریخ بازدید: ۱۳۹۵/۱۰/۱۰.
- «احسن‌التقاسیم فی معرفةالاقالیم»، شمس‌الدین ابی عبدالله محمد مقدسی، بیروت: دارصادر، ۱۹۰۶م.
- اصلاحات تقسیماتی در استان خراسان، مرکز پژوهشهای مجلس شورای اسلامی ایران، تاریخ بازدید: ۱۳۹۵/۱۰/۱۰.
- «بندهش»، فرنبغ دادگی، گزارنده مهرداد بهار، تهران: توس، ۱۳۹۰.
- «پایتخت‌های ایران»، به کوشش محمدیوسف کیانی، تهران: سازمان میراث فرهنگی کشور، ۱۳۷۴.
- «پرونده ثبتی سردابه یام»، فائق توحیدی، بررسی‌کننده مصلی، سازمان میراث فرهنگی و گردشگری کشور، ۱۳۷۵.
- «تاریخ نیشابور»، ابوعبدالله حاکم نیشابوری، ترجمه محمد بن حسین خلیفه نیشابوری، با مقدمه و تصحیح و تعلیقات محمدرضا شفیعی کدکنی، تهران: آگه، ۱۳۷۵.
- «تقسیمات کشوری»، مرکز آمار ایران، تاریخ بازدید: ۱۳۹۵/۱۰/۱۰.
- «دانشنامه ایران»، تهران: مرکز دائرة المعارف بزرگ اسلامی، ۱۳۸۴.
- «دانشنامه ایرانیکا» (آنلاین)، تاریخ بازدید: ۱۳۹۵/۰۹/۲۵.
- «دانشنامه مزدیسنا: واژه‌نامه توضیحی آیین زرتشت»، جهانگیر اوشیدری، تهران: نشر مرکز، ۱۳۸۶.
- «دایرةالمعارف دین» (زبان انگلیسی)، سرویراستار لیندسی جونز، نیویورک: تامسون‌گِیل، ۲۰۰۵م.
- «روز امامزاده شاهزاده ثبت ملی شد»، روزنامه تفاهم، دوشنبه ۲۶ مهر ۱۳۹۵، سال یازدهم، شماره ۲۹۲۷، ص۷.
- «سرگذشت تقسیمات کشوری ایران (کتاب اول از ۱۲۸۵ تا ۱۳۸۵ هـ. ش)»، فاطمه فریدی مجید، نجمه ملک‌پور، تهران: بنیاد ایران‌شناسی، ۱۳۸۸، ج۳.
- «صورة الارض»، ابی‌القاسم ابن حوقل النصیبی، بیروت: دار صادر، ۱۹۳۸م.
- «فرهنگ اساطیر ایرانی؛ بر پایه متون پهلوی»، خسرو قلی‌زاده، تهران: بنگاه ترجمه و نشر کتاب پارسه، ۱۳۹۲.
- «فرهنگ جغرافیائی ایران»، تهران: دایره جغرافیائی ستاد ارتش، ۱۳۲۹، ج۹.
- گزارش تصویری و تحلیل فنی از سردابه گاوکش نیشابور، احسان محمدحسینی، فاطمه کردی، سینا؛ خبرگزاری علم و فرهنگ، ۱۳۹۵/۰۱/۰۳، تاریخ بازدید: ۱۳۹۵/۱۰/۱۰.
- گزارش تصویری و تحلیل فنی از بقعه امامزاده حسین نیشابور، احسان محمدحسینی، فاطمه کردی، سینا؛ خبرگزاری علم و فرهنگ، ۱۳۹۵/۰۶/۰۳، تاریخ بازدید: ۱۳۹۵/۱۰/۱۰.
- معرفی شهرستان فیروزه، محمد تاجیک، پورتال استانداری خراسان رضوی، تاریخ بازدید: ۱۳۹۵/۱۰/۱۰.
- نتایج سرشماری جمعیت خراسان رضوی سال ۱۳۹۰، وبگاه مرکز آمار ایران، تاریخ بازدید: ۶ آبان ۱۳۹۵.
- «نقشه تقسیمات شهرستان نیشابور»، دفتر آمار و اطلاعات معاونت آمار و برنامه‌ریزی استانداری خراسان رضوی، تاریخ بازدید: ۶ آبان ۱۳۹۵.
- «نقشه دهستان‌های کشور: دهستان برزنون»، معاونت برنامه‌ریزی و نظارت راهبردی مرکز آمار ایران، تاریخ بازدید: ۱۳۹۵/۱۰/۱۰.
- «نقشه‌های دهستان برزنون شهرستان نیشابور»، گروه نقشه و GIS معاونت برنامه‌ریزی استانداری خراسان رضوی، پورتال استانداری خراسان رضوی، تاریخ بازدید: ۱۳۹۵/۱۰/۱۰.
- «نیشابور؛ شهر فیروزه»، فریدون گرایلی، مؤلف، ۱۳۷۵.
- «نیشابور و آتش اهورایی»، احمدرضا سالم، کتاب ماه هنر، آذر و دی ۱۳۸۳، شماره ۷۵و ۷۶، ص۱۴۷–۱۵۲.
- «یسنا؛ بخشی از کتاب اوستا»، تفسیر و تألیف ابراهیم پورداود، تهران: اساطیر، ۱۳۸۷.